# 웻웨어 컴퓨터

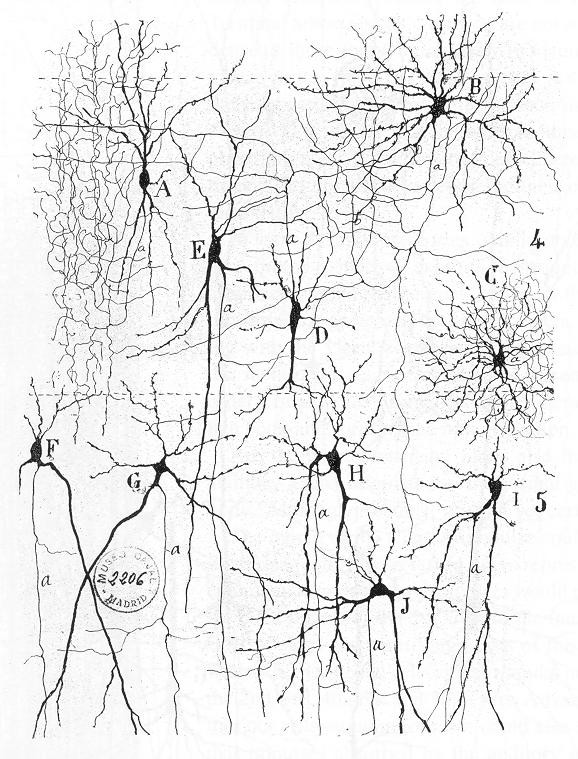

웻웨어 컴퓨터(wetware computer)는 "살아있는" 뉴런과 같은 유기 물질 "웻웨어"로 구성된 유기 컴퓨터(인공 유기 뇌 또는 신경컴퓨터라고도 함)이다. 뉴런으로 구성된 웻웨어 컴퓨터는 생물학적 물질을 사용한다는 점에서 기존 컴퓨터와 다르며 훨씬 더 에너지 효율적인 컴퓨팅 가능성을 제공한다. 웻웨어 컴퓨터는 여전히 대부분 개념적이지만 구성 및 프로토타입 제작에서는 제한적인 성공을 거두었으며 이는 미래 컴퓨팅에 개념이 현실적으로 적용된다는 증거로 작용했다. 가장 주목할만한 프로토타입은 조지아 공과대학교에서 근무하는 동안 생물학 엔지니어인 윌리엄 디토(William Ditto)가 완료한 연구에서 비롯되었다. 1999년에 거머리 뉴런으로부터 기본 추가가 가능한 간단한 신경컴퓨터를 구축한 그의 연구는 이 개념에 대한 중요한 발견이었다. 이 연구는 인공적으로 구성되었지만 여전히 유기적인 두뇌를 만드는 데 대한 관심을 불러일으킨 주요 사례였다.

## 개요
웻웨어의 개념은 컴퓨터 제조 분야에 특별한 관심을 끄는 응용 부문이다. 실리콘 칩에 탑재할 수 있는 트랜지스터의 수가 2년마다 약 2배로 늘어난다는 무어의 법칙은 수십 년 동안 업계의 목표로 작용해 왔지만, 컴퓨터 크기가 계속해서 감소함에 따라 이러한 요구 사항을 충족할 수 있는 능력이 부족해졌다. 이 목표는 더욱 어려워져 정체기에 도달할 위험이 있다. 트랜지스터와 집적회로의 크기 제한으로 인해 컴퓨터의 크기를 줄이기가 어렵기 때문에 웻웨어는 파격적인 대안을 제시한다. 뉴런으로 구성된 웻웨어 컴퓨터는 이상적인 개념이다. 왜냐하면 이진(켜기/끄기)으로 작동하는 기존 물질과 달리 뉴런은 수천 가지 상태 사이를 이동할 수 있고 화학적 구조를 지속적으로 변경하며 모든 위치에서 200,000개 이상의 채널을 통해 전기 펄스의 방향을 바꿀 수 있기 때문이다. 수많은 시냅스 연결 중 하나이다. 하나의 뉴런에 대해 가능한 설정의 이러한 큰 차이로 인해 기존 컴퓨터의 바이너리 제한과 비교하여 공간 제한이 훨씬 적다.

## 같이 보기
- 인공 신경망
- 양자 컴퓨팅
- 웻웨어
- 바이오센서